# Les Jardins de Samira
Pour plus de détails, voir Fiche technique et Distribution.
Les Jardins de Samira est un film marocain réalisé par Latif Lahlou et sorti en 2007. Il dure 150 minutes et relate l'histoire d'amour compliqué et surtout tumultueuse d'une jeune fille dans un Maroc conservateur,,,.

## Synopsis
Toutes les filles de son âge sont mariées mais Samira peine encore à trouver l'amour. Son père ne voulant pas que sa fille devienne une vieille fille et surtout pour éviter les ragots du voisinage, prend les devants et lui dégote un homme, le mari idéal. Samira accepte et prend comme époux cet exploitant agricole veuf et sans enfants. Très vite, elle remarquera que ce dernier souffre d'impuissance sexuelle et ne l'a épousé que pour rester en accord avec les conventions de la société marocaine et surtout pour faire d'elle une infirmière aidant son neveu Farouk à prendre soin de son père. Très tôt, le besoin d'affection et les envies sexuelles deviennent insupportables pour la jeune femme qui, à défaut de trouver satisfaction auprès de son époux, jette son dévolu sur le neveu de son mari qui s'empresse de la combler à volonté. Le mari Driss joué par Mohamed Khouyyi n'est pas dupe et devine très vite la nature de la relation qui lie sa femme à son neveu. Pour mettre fin à cette histoire, il chasse Farouk le personnage de Youssef Britel. Quand celui-ci part, Samira jouée Sana Mouziane, se voit livrée aux affres de l'esseulement partagée entre ses désirs d'affection et l'indifférence d'un mari qui se mue en véritable geôlier,,,,,,,,. 

## Fiche technique
- Titre : Les Jardins de Samira
- Réalisation et scénario : Latif Lahlou
- Production : Cinétéléma
- Durée : 150 minutes
- Année de sortie : 2007
- Images : Nicholas Massart
- Son : Mohamed Simou
- Montage : Njoud Jaddad
- Musique : Emmanuelle Binet

## Distribution
- Sana Mouziane : Samira
- Mohamed Khouyyi
- Youssef Britel
- Mohammed Majd[14]

## Palmarès
- 9e Festival national du film marocain | Tanger, Maroc | 18-27 octobre 2007 :
  - Prix d’interprétation masculine pour Mohamed Khouyi
  - Prix du second rôle masculin pour Youssef Britel
- 31e édition du Festival des films du monde de Montréal | Montréal, Canada :
  - Prix FIPRESCI de la critique internationale
  - Prix du scénario
- 7e Festival international du film de Marrakech | Marrakech, Maroc | 7 au 15 décembre 2007 :
  - Compétition Longs métrages
  - Nommé pour le prix Étoile d'or / Grand Prix pour Latif Lahlou
  - Nommé pour le Prix du Jury pour Latif Lahlou[15],[5].